# ははじま丸 (3代)
ははじま丸（ははじままる）は、伊豆諸島開発が運航している貨客船。本項目では、2016年就航の3代目を取り扱う。

## 概要
二代目ははじま丸の後継として渡辺造船所で建造され、2016年7月1日に就航した。
共有建造制度を利用して建造された鉄道建設・運輸施設整備支援機構との共有船である。

### 就航航路
- 二見港（父島） - 沖港（母島）
  - 航路延長59 km、所要時間2時間、おがさわら丸の父島入出港日は接続するダイヤで運航される[7]。運休日はおがさわら丸の運航に準じて設定される。

## 設計
3代目おがさわら丸と同様、前船と比較して大型・高速化しており、世界遺産登録後の旅客数増加に対応すべく旅客定員が増やされ、ハンディキャップルーム、授乳室、多目的室などが新たに設けられた。バリアフリー化充実のため、客席は1層に集約され、スロープ式タラップが導入された。また、クジラや海鳥の多い航路特性を活かすため、サンデッキ、ブリッジ下に本船の全周を眺望可能な回廊を設けるなど、ホエールウォッチングやバードウォッチングを考慮したスペースを拡充している。
機関構成は、1基1軸から2基2軸となり、航海速力の向上と操船性の向上による離着岸作業の短縮により、航海時間は10分短縮され2時間となった。
2代目ははじま丸では、揚貨装置がトムソン式デリックであったが、本船では油圧式クレーンが採用された。

## 船内
旅客の快適性に配慮して一人あたりのスペースが2.4倍に拡大され、電源コンセント、旅客用冷蔵庫、荷物置きスペースが設置されている。
レストランや売店はなく、飲料の自動販売機のみ設置されている。

### 船室
- 特別室A（6名）
- 特別室B（4名）
- 二等室

## 画像

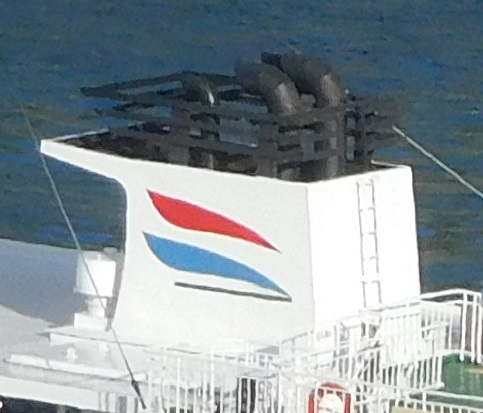
ファンネルマーク
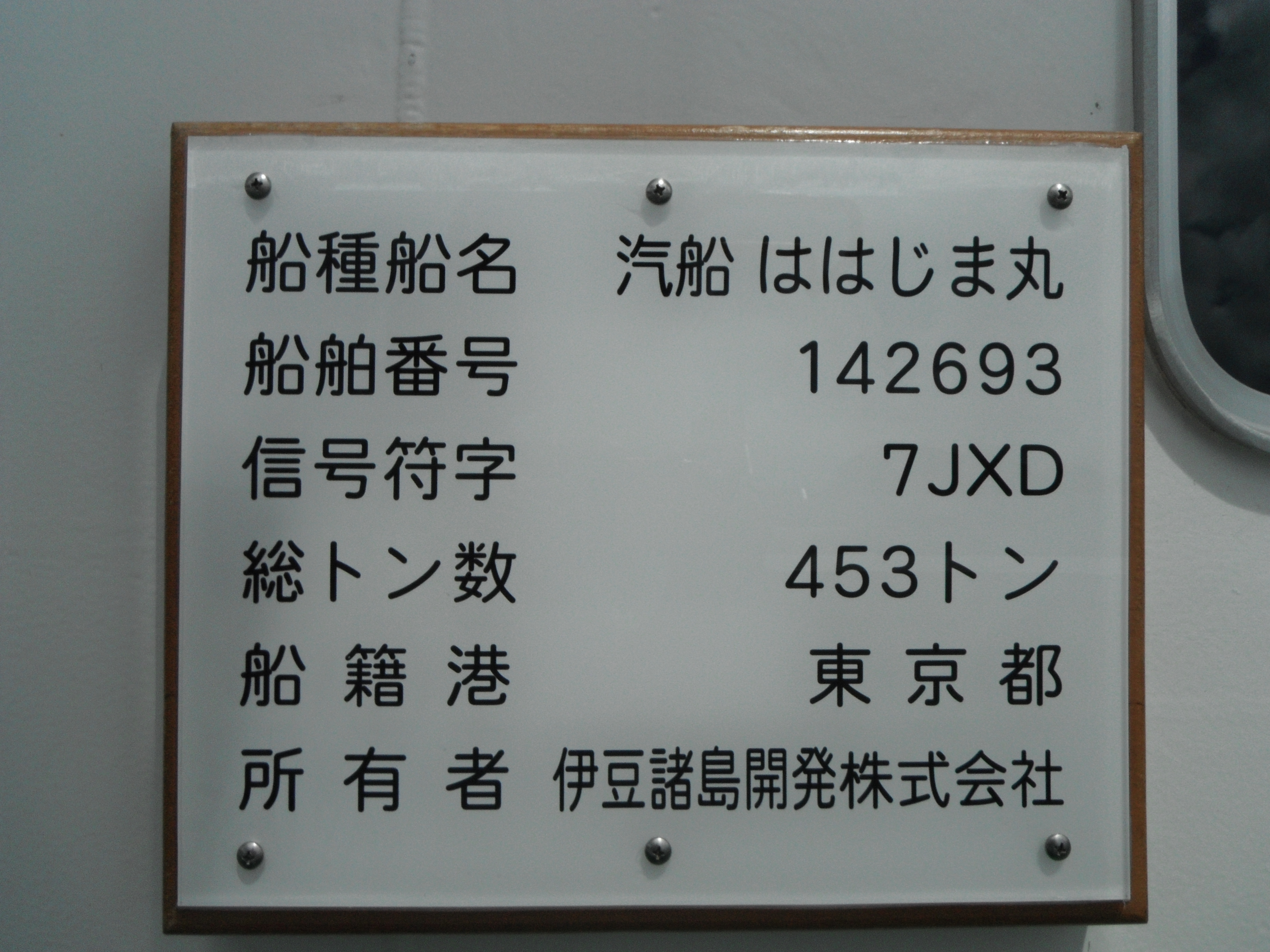
銘板
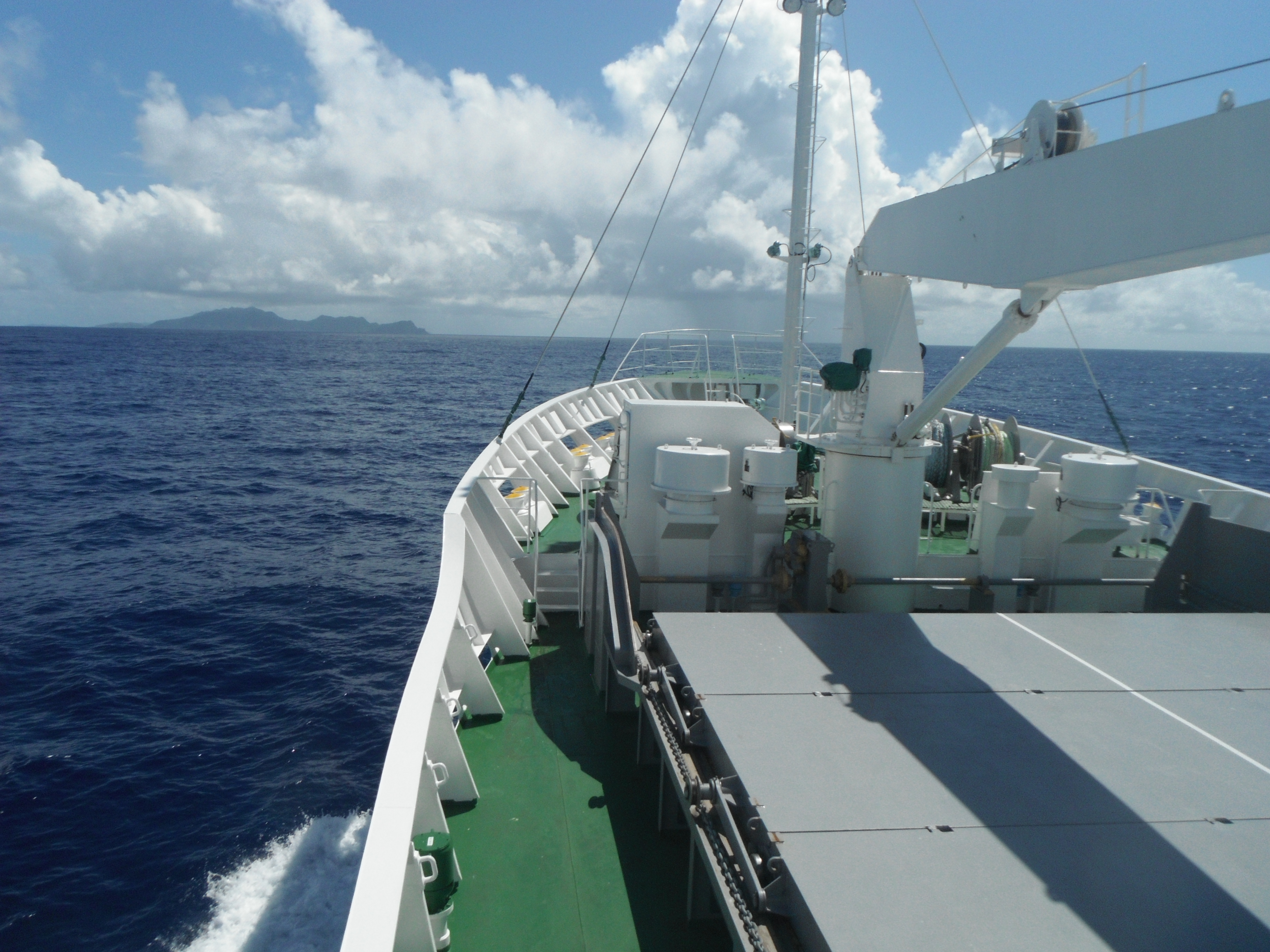
ブリッジ下の回廊より船首方向を見たところ。コンテナ室は蓋が閉まっている。
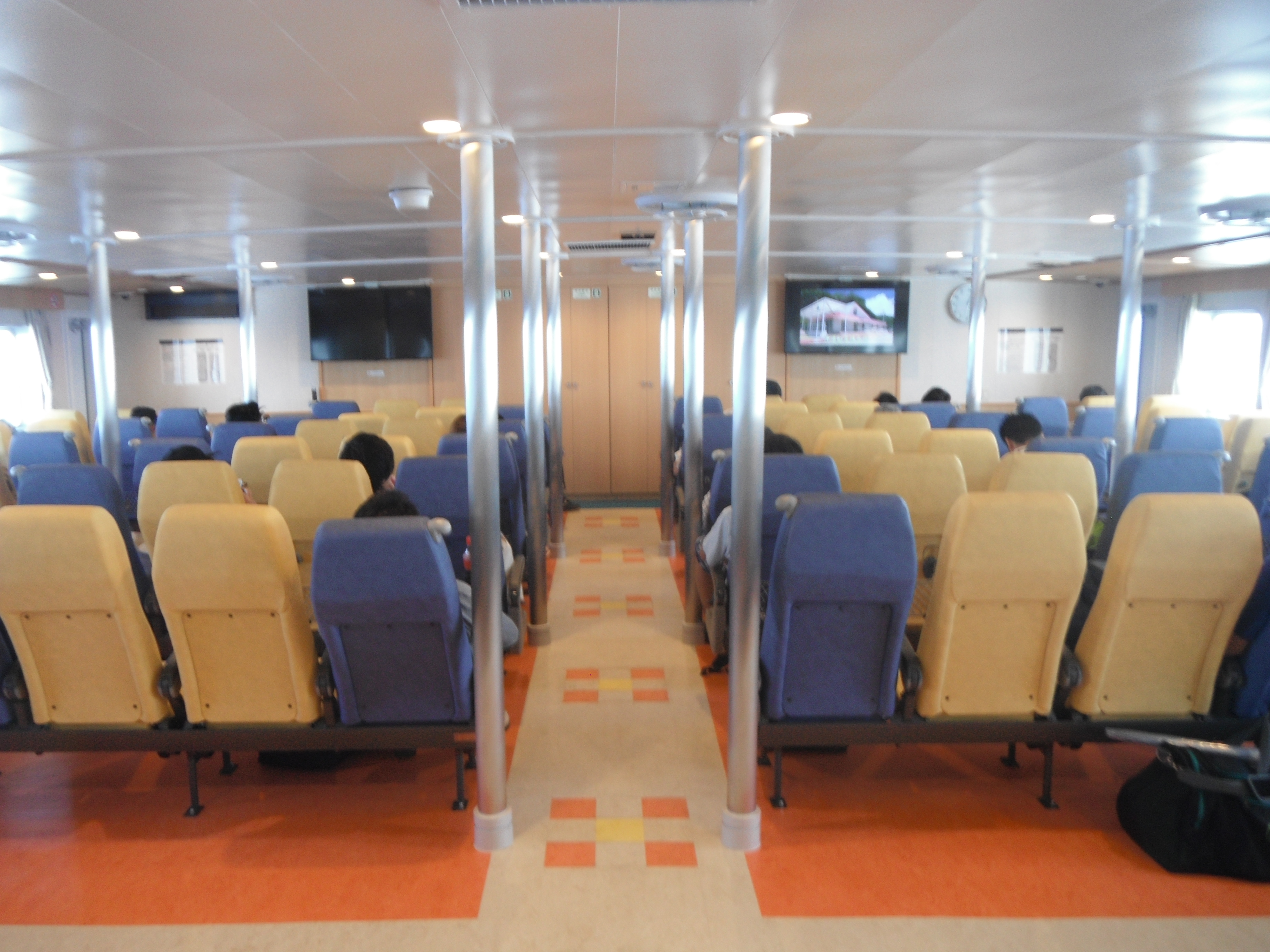
船内の椅子席